# Гянджа
Гянджа́ (азерб. Gəncə; лезгин. Гъанцӏах, Ƣanⱬax; вірм. Գանձակ, Gandzak) — друге за величиною місто в Азербайджані.
Місто розташоване біля північно-східного підніжжя Малого Кавказу, на річці Гянджачай (басейн Кури). Центр історичної області Арран. У період з 1804 по 1918 рік місто називалося Єлизаветполь, в 1918—1935 роках повернуто назву Гянджа, але в 1935 році перейменоване в Кіровабад (на честь С. М. Кірова), у 1989 році відновлено назву Гянджа. Має залізничну станцію на лінії Баку-Тбілісі та аеропорт.
Гянджа, як адміністративна територія, включає два райони в місті (Кяпазський — 178 500 мешканців, Нізамінський — 164 500 мешканців) та селище міського типу Аджикент, з відповідними органами місцевого самоврядування.

## Історія

### Виникнення міста
Гянджа виникла як поселення завдяки своєму сприятливому географічному розташуванню на великому шовковому шляху. Згідно з анонімною «Історією Дербента», Гянджа була заснована у 859 році Мохаммадом бен Халедом бен Йазідом бен Мазьядом з роду Йазідідів Ширвана, які керували Адурбадганом, Арраном і Вірменією за часів халіфа аль-Мутавакіля, і так названа через те, що там знаходилася скарбниця. Походження назви міста пов'язана з пехлевійським словом — Гандзя («Джанза» — у арабів, «Гяндза» — у грузинів), що означало — скарб, місце зберігання врожаю.

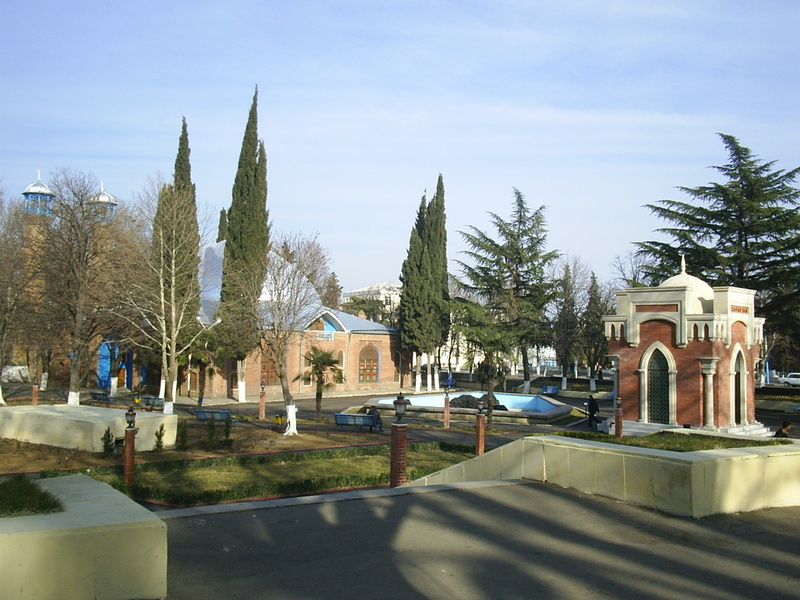
Джума-мечеть (мечеть шаха Аббаса), 1606

Одним зі свідчень віку Гянджі можна вважати мавзолей Джомарда Гассаба, який мешкав у період правління четвертого Халіфа Алі ібн Абі Таліба (656—661). На старій території міста (Стара Гянджа) виявлені залишки фортечних стін, веж, мостів (XII — початку XIII століття). На північний схід від Старої Гянджі знаходиться культовий комплекс Гей-Імам (або Імамзаде: мавзолей XIV—XVII століть, забудований в XVII столітті будівлями мечетей і гробниць). На території міста збереглися Джума-мечеть (1606, архітектор Бахааддін), купольні житлові будинки (XVII—XVIII століть). На початку VII століття й у VIII столітті Східне Закавказзя неодноразово зазнавало нападів, у результаті чого значно постраждав і Гянджа. У першій половині VII століття Гянджа була зруйнована персами, а в другій половині — арабами. В кінці VII століття місто було перетворено на арену битв між арабами і хозарами. Гянджа починає відігравати важливу роль у міжнародній торгівлі, суспільно-економічного та культурного життя країни. У житті міста торгівля і ремесло займали важливе місце. Для розвитку ремесел тут був економічний потенціал. Залізні, мідні, галунові та інші рудники, що знаходяться недалеко від Гянджі, постачали ремісників сировиною. У міру формування Гянджі як столиці країни особливу увагу приділяли і зміцненню військової могутності міста. Вже в цей період були побудовані фортечні мури, вириті рови. У IX—X століттях у зв'язку з ослабленням арабського халіфату територія сучасного Азербайджану входила у феодальні держави Ширваншахів, Саджидів, Салларідів, Раввадідів.
В середині X століття Гянджа, яка перебувала під владою Салларідів, стала столицею Шаддадітів. За часи правління Фадлуна I (895—1030) Гянджа зміцніла ще більше. Шаддадіди побудували тут фортецю, палаци, мости, караван-сараї і почали карбувати гроші. Навколо міста побудували нову, міцнішу фортецю. У 1063 були створені відомі ворота Гянджі. В міру перетворення Гянджі у великий центр розширювалася і її територія, будувалися нові торговельно-промислові квартали. Шовк і вироби з нього завоювали симпатії покупців не тільки місцевих базарів, а й зарубіжних.

### Турки-сельджуки
У середині XI століття Азербайджан піддався нашестю сельджуків. Після захоплення Тебризу Тогрул I в 1054 році рушив у бік Гянджі. Повелитель Гянджі Шавір погодився стати васалом Тогрул-бека. Проте навали сельджуків не припинялися. У 1070-ті роки Фадлун III, правитель шаддадітів, бачачи безглуздість війни, здався, проте через деякий час, скориставшись зручним моментом, знову повернувся до влади. У 1086 році сельджуцький правитель Малік-шах послав свого полководця Бугая на Гянджу. Попри запеклий опір місцевого населення, сельджуки захопили місто. Під час війни правитель Гянджі Фадлун III був полонений і, таким чином, було покладено край царювання династії Шаддадітів, які правили понад 100 років. Правління Гянджею Малік-шах поклав на свого сина Гіяс ад-Діна Тапара. Гіяс ад-Дін Мухаммед Тапар і після обрання його султаном все ще залишався одним з основних резидентів сельджуцьких правителів Гянджі.
У першій половині XII століття Гянджа кілька разів піддавалася навалам грузинів, Гянджа стала васалом Грузії і була ним до вторгнення монголів. Іншою подією, пов'язаною з Гянджою, був величезної сили землетрус, який стався 25 вересня 1139 року і зруйнував місто, яке у зв'язку з цим було перенесено в інше місце. В результаті землетрусу в цьому районі утворився ряд провальних озер — Гейгель, Маралгель, Джейрангель, Ордекгель, Залігель, Аггель, Гарагель і Шамлигель. Руїни давньої Гянджі знаходяться за сім кілометрів від сучасного міста, нижче за течією річки. Скориставшись руйнуванням міста і відсутністю правителя, грузинський цар Деметрі I напав на місто, захопив багато трофеїв і забрав із собою знамениті ворота Гянджі, які й досі зберігаються у дворі Гелатського монастиря в Грузії. З утворенням держави Атабеків Азербайджану Гянджа стала резиденцією атабекського правителя Аррана.
Початок XII—XIII століття можна назвати періодом розквіту Гянджі — другої столиці держави Атабеків, бо завдяки тому, що його вироби стали відомі далеко за межами країни, вона піднялася до рівня «матері Арранських міст». Тканина, яка тут виготовлялася і називалася «Гянджинський шовк», отримала високу оцінку на ринках сусідніх країн і Середнього Сходу.

### Між Росією та Іраном
Одним із ханств, що зародилися на початку XVIII століття в Азербайджані, було Гянджинське ханство. Представник роду, що довго правив у Гянджі, Зіядогли Шахверді-хан, став ханом Гянджі. Центром ханства стала Гянджа. У 1780-х роках під час правління Джавад-хана Гянджинське ханство значно зміцнилося. Хан проводив самостійну зовнішню політику. Ханство мало в Гянджі власний монетний двір. У цей період царська Росія намагалася захопити нові землі, розширити ринки збуту, надаючи велике значення Азербайджану через його стратегічне й економічне становище. З огляду на зручне місце розташування Гянджинського ханства територію його можна було б використовувати як базу армії для об'єднання інших ханств Азербайджану. Командування російської армії вважало Гянджу «ключем до північних провінцій Персії». Генерал Ціціанов писав, що Гянджинська фортеця у зв'язку зі сприятливим географічним положенням займала важливе місце в Азербайджані і тому першорядним завданням Росії було захоплення цієї фортеці. Ціціанов кілька разів звертався до Джавад-хана з пропозицією добровільно здатися і щоразу отримував відмову.
20 листопада 1803 року Ціціанов через Тифліс попрямував у бік Гянджі з військом (більше 2 тис. осіб). У грудні наблизився до фортеці. Зрозумівши, що оволодіти фортецею буде важко, після певної підготовки, 3 січня 1804 року о 5 годині ранку він дав наказ атакувати її. Війська Ціціанова двома колонами пішли на приступ Гянджі. У штурмі, крім росіян, брало участь до 700 азербайджанських ополченців і добровольців з інших ханств — супротивників Джавад-хана. Гянджа являла собою дуже потужну фортецю. Її оточували подвійні стіни (зовнішня — глинобитна і внутрішня — кам'яна), висота яких сягала 8 метрів. Стіни були посилені шістьма вежами. З третьої спроби росіянам вдалося подолати стіни і вдертися до фортеці, при чому в бою на стінах загинув Джавад-хан. До полудня Гянджа була взята. Гянджинське ханство було приєднано до Росії, а сама Гянджа перейменована в Єлизаветполь (на честь імператриці Єлизавети Олексіївни — дружини Олександра I). У 1805 році царський уряд офіційно ввів комендантський метод правління. З цього часу вся військова, майнова та фінансова влада була зосереджена в руках коменданта. У 1806 році в Гянджі був створений окружний суд. З метою посилення контролю над населенням міста в 1824 році в Гянджі було створено поліцейське відомство. Населення було невдоволене цим відомством, його методом правління. Комендантська система була ліквідована в 1840 році. Гянджа як повіт увійшла до складу Грузинсько-Імеретійськой губернії і там була заснована посада голови повіту. У 1868 році була створена Єлизаветпольска губернія. Місто Гянджа стало столицею Єлизаветпольскої губернії.
У першій російсько-перській війні 1804—1813 років перська армія в декілька разів перевершувала чисельністю російське військо в Закавказзі, але значно поступалася їм у військовому мистецтві, бойовому вишколі і організації. Основні бойові дії відбувалися по обидва боки озера Гейче на двох напрямках — Єриванському і Гянджинському, де проходили основні дороги на Тифліс. У жовтні 1813 року Персія була змушена укласти Гюлістанський мирний договір, за яким визнала приєднання до Росії Північного Дагестану та Азербайджану. З 1868 року Єлизаветполь — центр Єлизаветпольської губернії. У 1883 році пов'язаний залізницею з Баку, Тбілісі та Батумі.

### XX століття
За даними 1892 року в Гянджі налічувалося 25 758 мешканців (з них татар-мусульман (азербайджанців) 13 392, вірмен 10 524. У місті функціювали 13 мечетей, 6 вірменських церков і 2 російські православні церкви. Головна Мечеть Джума (Джаамі Гянджі), побудована шахом Аббасом I в 1620 році, увінчана величезним куполом і оточена багатьма келіями та приміщеннями для учнів мусульман. Гянджа першої половини XX століття — надзвичайно гарне місто з широкими розпланованими вулицями. Через розлогі багатовіковими гігантами зі стовбурами у декілька людських обхватів виглядала своєрідною архітектура будинків. Будинки в Гянджі були переважно двоповерхові, з обов'язковими арочними воротами, у яких вирізана аркової ж форми хвіртка. Наявність присадибних двориків також було обов'язковим атрибутом гянджинських будинків. У садах росли практично всі відомі на Кавказі види фруктів, але особливою славою користувалися гянджинська хурма і гранат.

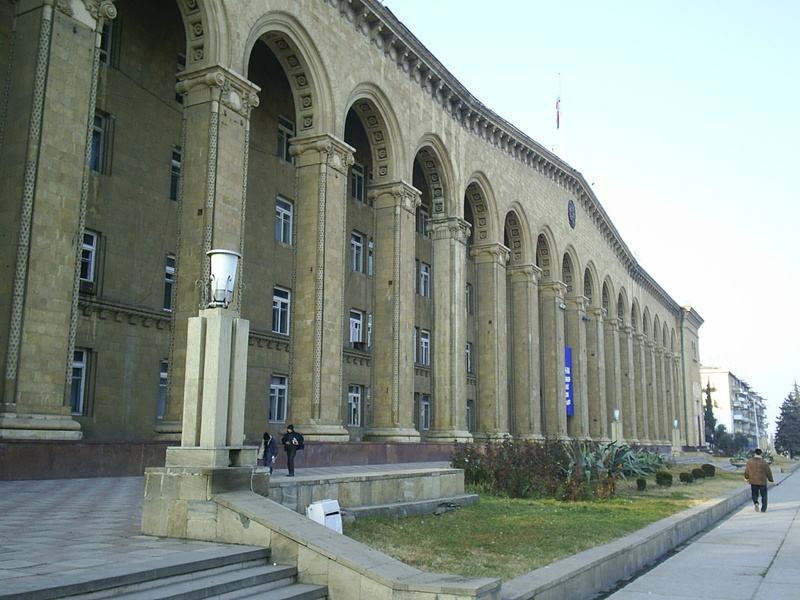
Будинок міської адміністрації.

Восени 1905 року в місті відбулися криваві зіткнення між вірменами і татарами, у результаті яких населення розділилося: мусульмани зосередилися на лівому, вірмени — на правому березі річки. Міжетнічні зіткнення були і в 1918—1920 роках. У червні 1918 року в Гянджу переїхав із Тифліса перший мусаватістський уряд Азербайджану, зокрема, відновивши історичну назву міста; воно знаходилося в Гянджі до вересня, коли перемістилося у взятий турками Баку. 1 травня 1920 до міста увійшли частини 11-ї армії РКЧА. У ніч з 25 на 26 травня в місті спалахнуло антирадянське повстання, яке було придушене протягом тижня.
За радянських часів Гянджа (Кіровабад) перетворилася на другий після Баку промисловий і культурний центр Азербайджану. Після початку конфлікту навколо Нагірного Карабаху, 21 листопада 1988 року в місті мали місце спроби влаштувати вірменські погроми, які були попереджені зусиллями радянської армії та місцевої міліції. Однак з огляду на напружену міжетнічну атмосферу, вірменське населення було змушене залишити місто.

## Клімат
- Середньорічна температура — +13,4 C°
- Середньорічна швидкість вітру — 2,5 м/с
- Середньорічна вологість повітря — 68 %

| Клімат Гянджі                  | Клімат Гянджі | Клімат Гянджі | Клімат Гянджі | Клімат Гянджі | Клімат Гянджі | Клімат Гянджі | Клімат Гянджі | Клімат Гянджі | Клімат Гянджі | Клімат Гянджі | Клімат Гянджі | Клімат Гянджі | Клімат Гянджі |
| Показник                       | Січ.          | Лют.          | Бер.          | Квіт.         | Трав.         | Черв.         | Лип.          | Серп.         | Вер.          | Жовт.         | Лист.         | Груд.         | Рік           |
| Абсолютний максимум, °C        | 23            | 25            | 28            | 33            | 38            | 39            | 43            | 40            | 37            | 33            | 28            | 23            | 43            |
| Середній максимум, °C          | 6             | 8             | 12            | 18            | 24            | 29            | 32            | 31            | 26            | 20            | 13            | 8             | 19            |
| Середня температура, °C        | 2             | 3             | 7             | 13            | 18            | 22            | 25            | 24            | 20            | 14            | 7             | 4             | 13            |
| Середній мінімум, °C           | −2            | −1            | 2             | 7             | 13            | 16            | 19            | 19            | 15            | 10            | 5             | 0             | 9             |
| Абсолютний мінімум, °C         | −18           | −15           | −12           | −4            | 2             | 6             | 11            | 11            | 2             | −1            | −8            | −19           | −19           |
| Норма опадів, мм               | 10            | 15            | 19            | 32            | 45            | 48            | 24            | 18            | 18            | 30            | 14            | 13            | 286           |
| ------------------------------ | ------------- | ------------- | ------------- | ------------- | ------------- | ------------- | ------------- | ------------- | ------------- | ------------- | ------------- | ------------- | ------------- |
| Джерело: Погода і клімат(рос.) |               |               |               |               |               |               |               |               |               |               |               |               |               |

## Населення
Динаміка росту населення:
- 1897 — 33 600 мешканців
- 1939 — 99 000 мешканців
- 1959 — 136 000 мешканців
- 1972 — 195 000 мешканців
- 1979 — 231 901 мешканець
- 1989 — 278 000 мешканців
- 1990 — 283 600 мешканців
- 1994 — 292 500 мешканців
- 1995 — 293 500 мешканців
- 1996 — 293 300 мешканців
- 1997 — 294 100 мешканців
- 2002 — 300 900 мешканців
- 2003 — 302 000 мешканців
- 2005 — 304 500 мешканців
- 2010 — 325 820 мешканців

## Поріднені міста
- Дербент, Дагестан (Росія)
- Карс, Туреччина
- Ізмір, Туреччина
- Москва, Росія
- Ньюарк, Нью-Джерсі (США)
- Руставі, Грузія
- Кутаїсі, Грузія

## Відомі уродженці
- Атакішиєв Сахіб Магеррам огли (1967—2017) — сержант Збройних Сил України, учасник російсько-української війни.
- Гукасов Абрам Іванович — радянський вчений в області виноградарства.
- Мартиросян Вілен Арутюнович — генерал-лейтенант, відомий український політичний і військовий діяч, один з керівників Народного Руху України.
- Мамедов Гюндуз Айдинович — український прокурор.
- Аліханов Абрам Ісакович — радянський фізик, академік АН СРСР.
- Ельбрус Аллахвердієв — Національний герой Азербайджану.
- Фікрет Аміров — азербайджанський композитор, Народний артист СРСР (1965), Герой Соціалістичної Праці.
- Енвер Араз — Національний герой Азербайджану.
- Рафаель Асадов — Національний герой Азербайджану.
- Мусеїб Багір огли Багіров — лейтенант гвардії, Герой Радянського Союзу.
- Мірза Шафі Вазех — поет, класик азербайджанської поезії.
- Возіанова Жанна Іванівна — радянський та український інфекціоніст, академік Національної академії медичних наук України.
- Всеволод Воробйов — видатний радянський і український педагог, піаніст.
- Мхитар Гош — вірменський мислитель, літературний і громадський діяч, богослов і священик XII—XIII ст.
- Мадат Газанфар огли Гулієв — Національний герой Азербайджану.
- Гамбар Мухтар огли Гусейнлі — композитор, заслужений діяч мистецтв Азербайджану.
- Мехсеті Гянджеві — видатна поетеса XII ст.
- Нізамі Гянджеві — видатний поет XII ст.
- Шахверді Хан Абульфат Хан огли Зіятханов — азербайджанський військовий діяч
- Мір-Алі Кашкай — видатний азербайджанський геолог.
- Кеворков Сергій Микитович — радянський артист балету і балетмейстер, заслужений артист РРФСР (1936), заслужений діяч мистецтв Азербайджанської РСР (1943).
- Крамаренко Сергій Сергійович — азербайджанський футболіст.
- Кусимов Салават Тагірович (нар. 1942) — башкирський вчений і педагог.
- Макєєв Ігор Володимирович — Національний герой Азербайджану.
- Артур Расізаде — прем'єр-міністр Азербайджану в 1996–2003 і з 2003.
- Нігяр Худадат кизи Рафібейлі — азербайджанська поетеса.
- Парвіз Самедов — Національний герой Азербайджану.
- Саркісова Марія Межлумівна (1927—2002) — вчена у галузі фізіології рослин.
- Аслан-бек Сафікюрдскій — міністр праці, пошти і телеграфу (1918–1919), юстиції та праці (1919) Азербайджанської Демократичної Республіки (АДР).
- Мірза Джафар Топчібаші — російський учений-сходознавець, таємний радник.
- Халіл-бек Хасмамедов — міністр юстиції (1918), внутрішніх справ (1918–1919) і шляхів сполучення (1920) АДР.
- Ейюб Ханбудагов — голова Азербайджанської Надзвичайної Комісії (1920–1921).
- Мамедбагір Шейхзаманли — 1-й начальник організації з боротьби з контрреволюцією (1919).
- Наги Салех огли Шейхзаманли — начальник організації з боротьби з контрреволюцією (1919–1920).
- Мамедрза Шейхзаманов — актор театру і кіно, Народний артист Азербайджанської РСР (1974).
- Усуббеков Насіб-бек — голова Ради Міністрів АДР (1919–1920).
- Щекочихін Юрій Петрович — журналіст, російський політик, державний діяч.

## Відомі люди, які жили у Гянджі
- Дашкевич Лев Урбанович — білоруський фотохудожник і дослідник, викладач французької мови в гімназії Гянджі, в 1918 — державний фотограф уряду Азербайджану.
- Алекперов Сейфулла огли Сейфи — актор театру і кіно і театральний режисер, народний артист Азербайджану, один із засновників азербайджанського радянського театрального мистецтва.
- Гулак Микола Іванович — український вчений (математик, філософ, літературознавець, перекладач, історик), засновник Кирило-Мефодіївського братства. Помер у Гянджі у 1899 році. Його могила не збереглася, оскільки християнський цвинтар пішов під забудову.

## Фотогалерея

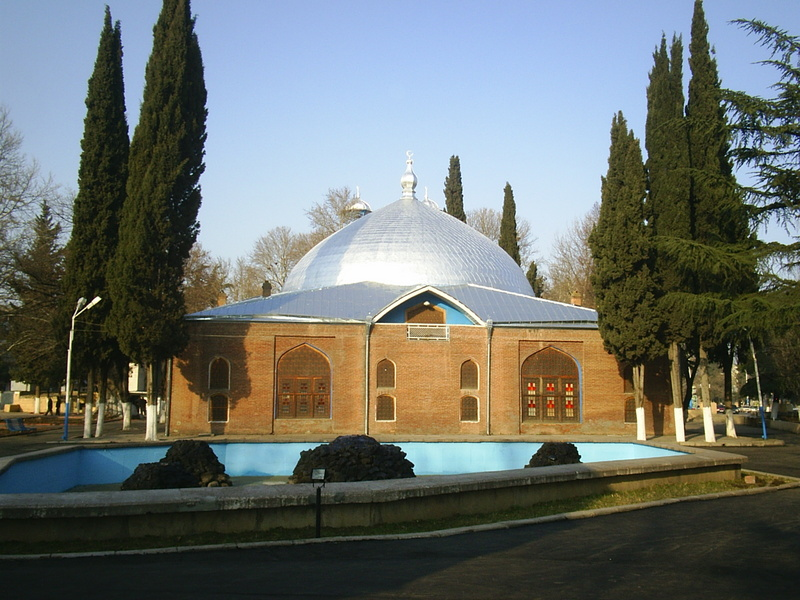
Мечеть Шаха Аббаса
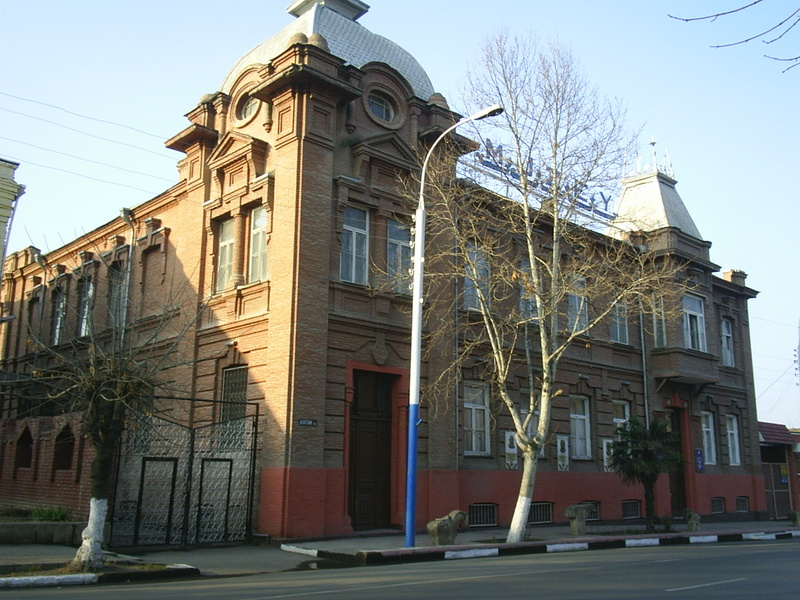
Археологічний музей
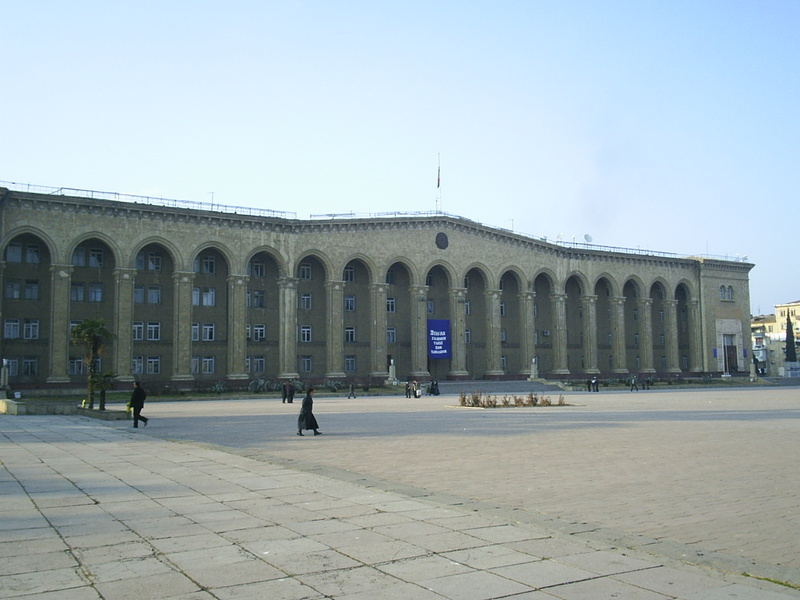
Адміністрація міста
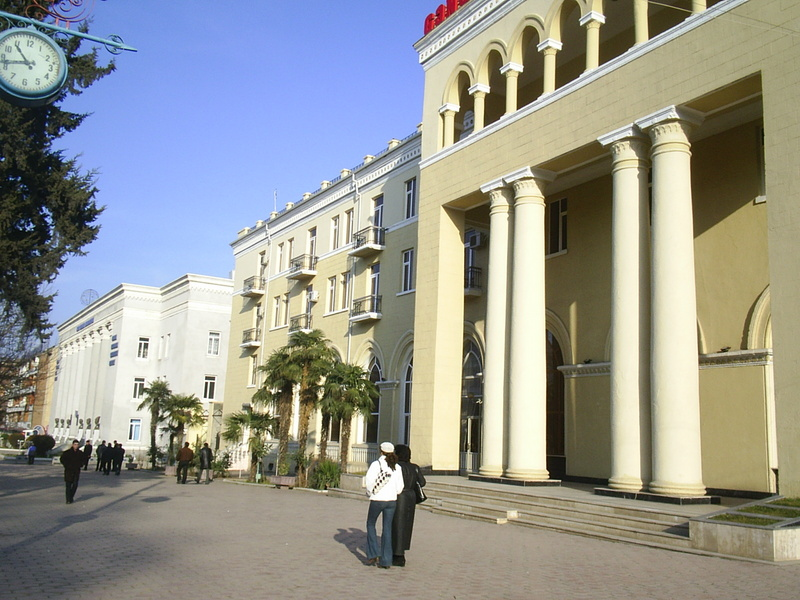
Центр міста
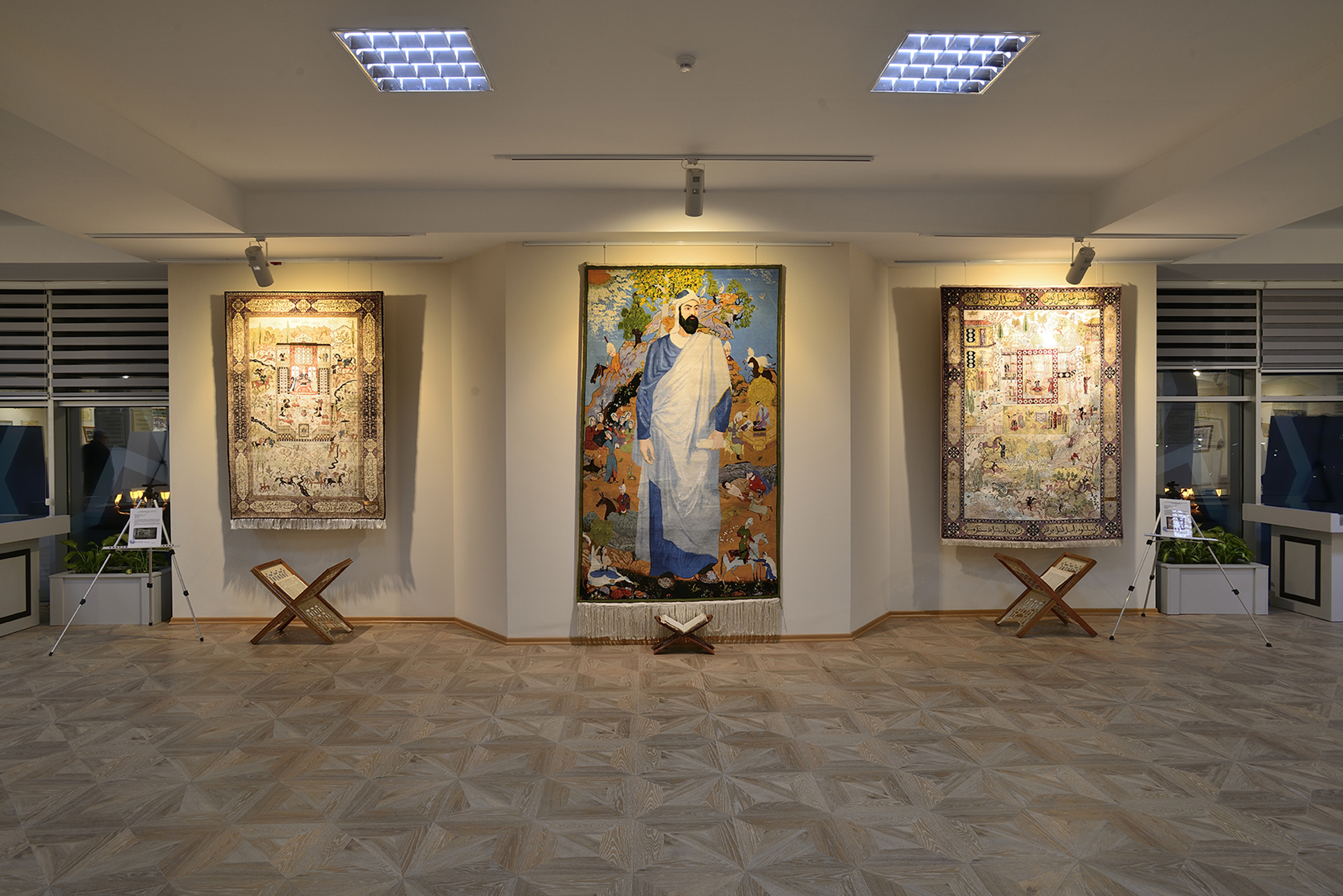
Фрагмент історико-краєзнавчого музею
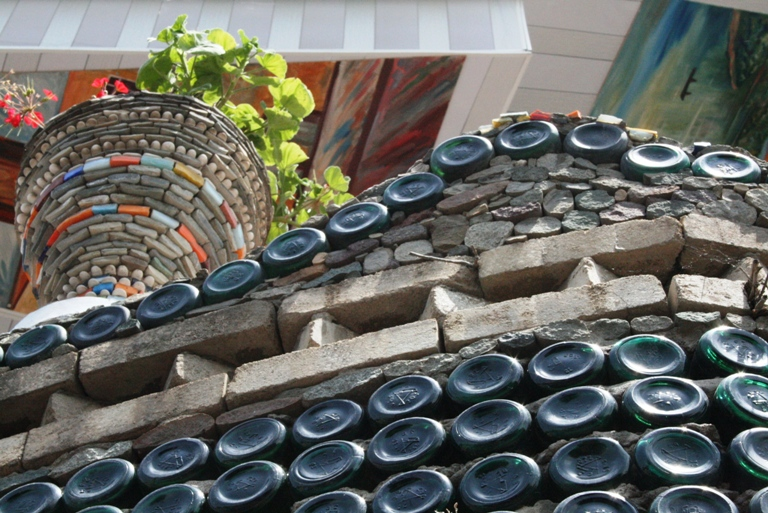
Будинок з пляшок у Гянджі
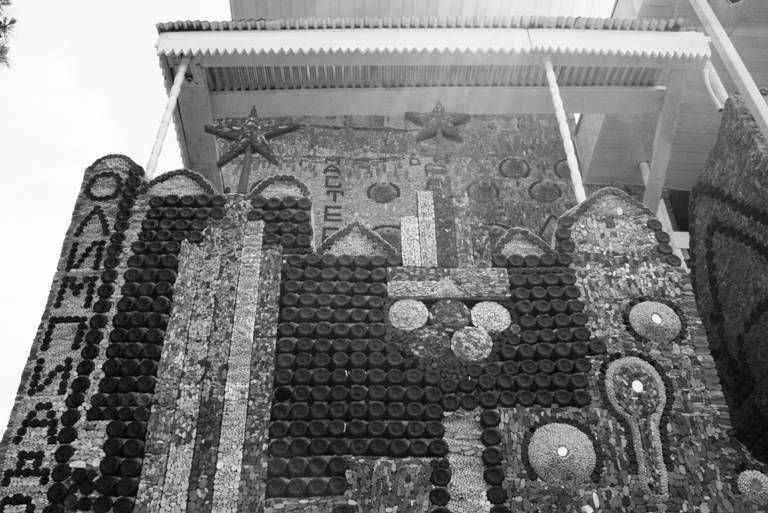
Будинок з пляшок у Гянджі
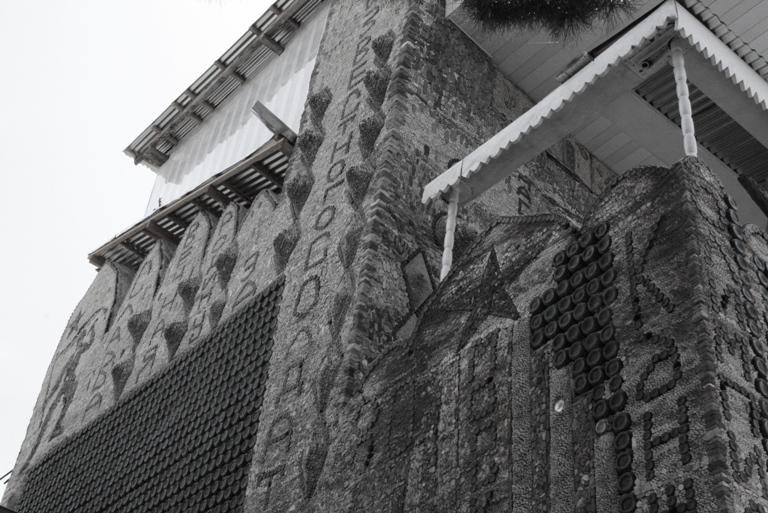
Будинок з пляшок у Гянджі